# Jazz Jackrabbit (computerspelserie)
Jazz Jackrabbit is een serie computerspellen met als hoofdrolspeler Jazz Jackrabbit, een groene haas, die vecht tegen zijn aartsvijand de schildpad Devan Shell. De reeks is een sciencefictionparodie op de fabel van de haas en de schildpad. De eerste versie werd verzonnen door Cliff Bleszinski, ontworpen door Epic MegaGames en uitgebracht in 1994 als Jazz Jackrabbit. De serie omvat inmiddels twee computerspellen met meerdere uitbreidingen en een spel voor de Game Boy Advance. 

## Spellen

### Jazz Jackrabbit (1994)
Het eerste spel in de Jazz Jackrabbit-reeks werd ontwikkeld en uitgebracht door Epic Games in 1994 voor DOS-computers. Jazz moest prinses Eva Earlong van Carrotus redden, die gevangen was genomen door zijn aartsvijand Devan Shell. De shareware-versie van het spel werd enorm populair en werd zelfs verkozen tot Arcadespel van het Jaar door PC Format.

### Jazz Jackrabbit 2 (1998)
Vanwege de populariteit van het eerste deel, kwam er een vervolg, Jazz Jackrabbit 2 genaamd. Dit spel werd ontwikkeld door Orange Games, geproduceerd door Epic Games en in 1998 uitgegeven door Project 2 in Europa en door Gathering of Developers in Noord-Amerika. In dit spel vormen Jazz en zijn broer Spazz een team om de door Devan Shell gestolen trouwring van Eva terug te krijgen. Hoewel dit spel in Europa een succes was, bleek dit het eerste spel te worden waarop Gathering of Developers verlies leed.

### Jazz Jackrabbit 3 (niet uitgegeven)
Jazz Jackrabbit 3 was een project gestart door World Tree Games. De ontwikkeling van het spel werd in 2000 gestaakt, nadat Epic Games geen uitgever kon vinden. Dit kwam mede doordat de Gathering of Developers geen brood meer zag in het spel, ze hadden immers eerder verlies geleden. 
Het spel zou in 3D zijn, met het verhaal dat Jazz de dimensionale machine (een aangepaste versie van de tijdmachine, zoals gezien in Jazz Jackrabbit 2) van Devan binnenging om in het driedimensionale Carrotus op zoek te gaan naar zijn kinderen, ze te redden en alle chaos die Devan achterliet weg te werken.

### Jazz Jackrabbit (2002)
De versie van Jazz Jackrabbit voor de Game Boy Advance (GBA), uitgekomen in 2002, was ontwikkeld door Game Titan en uitgegeven door Jaleco, onder licentie van Epic Games. Veel fans van de Jazz Jackrabbit-serie vonden het maar niets. Er was veel veranderd aan het design van het spel en het deed denken aan de sciencefiction van Star Wars. Het uiterlijk van Jazz werd veranderd, hij droeg geen bandana meer om zijn hoofd en de rugzak en polsbandjes waren eveneens verdwenen. Hij leek meer op een versie van Han Solo en het grote blauwe geweer werd vervangen door normale wapens. Eva Earlong is volledig verdwenen uit het spel en Devan Shell, die meer deed denken aan Darth Vader, kreeg de naam Dark Shell.